# Caravaggio - La grazia
Caravaggio - La grazia è una graphic novel a colori scritta e  disegnata da Milo Manara pubblicata nel 2019.
Il volume è il secondo di una serie sulla vita del Caravaggio e conclude il primo volume Caravaggio - La tavolozza e la spada.

## Trama
Il secondo volume racconta gli ultimi quattro anni di vita del Caravaggio, a partire dalla sua fuga da Roma fino alla sua tragica fine sulla spiaggia di Porto Ercole.
Questo lungo periodo di fuga ha inizio nel 1606, anno in cui il pittore viene portato in fin di vita in un campo di acrobati vicino a Roma, dai quali egli riceve cura e assistenza, nonché protezione dalle guardie papali che hanno l'ordine di catturarlo e ucciderlo. Durante la sua permanenza con questo gruppo di acrobati avviene l'incontro con Ipazia, personaggio femminile inventato da Manara, che lo accompagnerà fino alla fine durante il suo pellegrinare.
Accompagnato da Ipazia il Caravaggio fugge dalle guardie papali rifugiandosi a Napoli presso la contessa Colonna, della famiglia protettrice del pittore, che lo aiuterà nel lavoro e nella vita. Da Napoli il pittore troverà rifugio a Malta e successivamente in Sicilia, fino ad arrivare al suo ultimo viaggio che lo porterà sulla spiaggia di Porto Ercole.

## Ricezione critica
Il volume racconta la seconda parte della vita di Caravaggio, a partire dalla fuga da Roma fino al suo tragico epilogo a Porto Ercole. La storia segue fedelmente la biografia ufficiale, ma aggiungendo alcuni elementi di fantasia come il personaggio femminile di Ipazia.
Nell'introduzione al volume, lo storico dell'arte ed esperto di Caravaggio Claudio Strinati asserisce che "La seconda parte della vita del Caravaggio, che dura appena quattro anni e si gioca tutta su un estenuante vagabondare da un luogo all'altro senza trovare mai pace o ristoro, contiene in sé tutti i momenti della vita dell’Uomo. Manara si è attenuto scrupolosamente alle ricerche documentarie, anche a quelle più recenti, che hanno permesso agli storici dell'arte di precisare molti singoli episodi di quei quattro anni tormentatissimi, ma la sua narrazione va oltre il dato filologico, alla ricerca di una verità più profonda rispetto a quella che può essere riscontrata sui documenti d’archivio".
Milo Manara inventa un personaggio e una serie di eventi che risultano essere plausibili e che riflettono il Caravaggio storico.
Notevole dal punto di vista grafico, il volume contiene notevoli rappresentazioni della Napoli seicentesca, nonché la tela della Flagellazione, inizialmente custodita nella Chiesa di San Domenico Maggiore e oggi invece conservata al Museo nazionale di Capodimonte.
Il volume contiene anche riproduzioni ridisegnate a mano di capolavori del pittore come la Decollazione del Battista, realizzato durante il suo soggiorno a Malta e ancora oggi conservato nella Concattedrale di San Giovanni della Valletta, e il Martirio di sant'Orsola, realizzato durante il secondo soggiorno napoletano e custodito oggi al Palazzo Zevallos.

## Edizioni italiane
Il fumetto è stato pubblicato in volume nelle seguenti edizioni:
- Milo Manara, Caravaggio Vol. 2. La grazia, collana 9L, 1ª ed., Panini Comics, 14 febbraio 2019. 64 pag. rilegato a colori[5].
- Milo Manara, Caravaggio Vol. 2. La grazia DELUXE EDITION, collana 9L, 1ª ed., Panini Comics, 14 febbraio 2019. 80 pag. rilegato a colori con inserti e lavorazioni speciali[6].